# Can Gol (Vilalba Sasserra)
Can Gol és un habitatge proper al nucli de Vilalba Sasserra (Vallès Oriental) catalogat a l'Inventari del Patrimoni Arquitectònic de Catalunya. Can Gol era un mas al costat de l'església vella de Santa Maria, però va ser destruït amb la invasió dels francesos i els propietaris van baixar a la plana i es van fer la torre al costat de la casa. Habitatge de planta rectangular, unida a la masoveria per un extrem i de planta simètrica i amb l'entrada a l'extrem oposat. Al mur lateral de la casa, una torre de secció quadrangular feta a mitjans del segle xix i de factura tosca. A la façana presideix la porta de mig punt adovellat, la finestra del damunt i quatre finestra més col·locades simètricament; totes rectangulars i allindanades. Teulada a doble vessant amb aiguavés als costats. Pedres angulars a les cantonades de la casa. A prop, estables i corrals així com altres dependències per contenir el bestiar.